# Bibliothèque Huntington
La bibliothèque Huntington (en anglais The Huntington Library, Art Collections and Botanical Gardens ou The Huntington) est un centre d'enseignement et de recherche créé par Henry E. Huntington (1850-1927) et Arabella Huntington (1851-1924) à San Marino, en Californie, aux États-Unis. En plus de la bibliothèque, le site abrite une importante collection de portraits anglais et de meubles français du XVIIIe siècle. Les jardins botaniques disposent de la plus grande collection de cycas d'Amérique du Nord.

## Histoire
Henry Edwards Huntington achète une propriété près de Pasadena. Le bâtiment Beaux-Arts est édifié entre 1909 et 1911. L'intérêt d'Huntington pour l'art est influencé en grande partie par sa seconde épouse, Arabella Huntington. Avant sa mort en 1927, Huntington avait amassé une vaste collection de portraits britanniques. Conformément à son testament, la collection, qui valait alors 50 millions de dollars, est ouverte au public en 1928 sous le nom Henry E. Huntington Library and Art Gallery.
Henry Huntington préfère les espaces naturels aux grandes villes. Pour expliquer son choix de bâtir sa riche propriété dans ce qui est encore perçu comme le far west, Huntington se présente comme un visionnaire qui comprend que Los Angeles est voué à devenir l'une des grandes capitales de ce monde. Il figure parmi les principaux développeurs des environs de Los Angeles, apportant le train, l'électricité, les routes et les logements pour urbaniser la région autour de son terrain. À la fin de sa vie, il refuse de publier sa biographie, affirmant que sa vie pourra se lire comme un livre ouvert dans la bibliothèque Huntington.
En 1993, l'établissement bénéficie alors d'un budget annuel de $11 millions pour 210 employés, 650 volontaires, et un demi-million de visiteurs par an. La librairie renferme 357 000 livres rares et 3 millions de manuscrits, et ses jardins répertorient 14 000 espèces florales.

## Bibliothèque

### Histoire
En 1911, Henry Huntington dépense $1 million de dollars dans l'acquisitions de livres rares (dont l'une des 48 Bibles de Gutenberg imprimées circa 1455 et achetée $50 000 par Huntington, un record à l'époque). En 1920, il relocalise sa collection de livres rares, alors hébergée à New York, vers sa nouvelle propriété de la côte ouest.
En octobre 1985, un feu se déclare dans l'enceinte de la bibliothèque. Le feu provient d'un ascenseur pourtant en règle vis-à-vis des codes de sécurité. La porte de l'ascenseur a explosé quand les pompiers ont pénétré les lieux. Une peinture de 208 ans (portrait de Mme Edwin Lascelles par Samuel William Reynolds) et 4 pièces antiques sont perdues,. Le site rouvre l'année suivante après d'importantes rénovations.
En 1991, une controverse enfle au sujet des manuscrits de la mer Morte, plusieurs équipes de scientifiques et journalistes travaillant en concurrence sur leurs reconstitutions et leurs diffusions. Peu avant la diffusion du documentaire les secrets de la mer Morte sur la chaîne américaine PBS (13 millions de téléspectateurs), la bibliothèque Huntington rend public de nombreux négatifs de photographies de manuscrits que l'institution conservait précieusement dans ses coffres-forts. La bibliothèque choisit de rendre public ces manuscrits après 40 ans de recherche non achevée par les académiciens ayant le monopole sur l'accès aux manuscrits le temps de leurs recherches.
En 1996, l'accès à la bibliothèque devient payant (le paiement étant auparavant optionnel).
En juin 1999, l'établissement révèle détenir un des textes des Lois de Nuremberg (documents dissimulés pendant 54 ans) lorsqu'il annonce en faire don au centre culturel juif Skirball Cultural Center de la ville de Los Angeles. Beaucoup d'historiens et de chercheurs se demandent alors pourquoi la bibliothèque Huntington aurait dissimulé ce document historique pendant tant d'années.
En 2017, le Picasso Nu au plateau de sculpteur bat le record mondial pour une œuvre d'art vendue aux enchères après avoir été adjugé pour 80 millions de dollars. Les produits de cette vente sont pour partie donnés à la bibliothèque Huntington.

### Description
La bibliothèque contient une vaste collection de livres rares et manuscrits, dont une bible de Gutenberg, le manuscrit Ellesmere des Contes de Canterbury de Geoffrey Chaucer et des milliers de documents historiques sur Abraham Lincoln, y compris les papiers de son garde du corps, Ward Hill Lamon. Les livres et manuscrits rares de la bibliothèque sont parmi les plus largement consultés aux États-Unis. La bibliothèque comporte quelque 6,5 millions de manuscrits et plus d'un million de livres rares. C'est la seule bibliothèque au monde ayant les deux premiers quartos de Hamlet. Elle détient le manuscrit de l'autobiographie de Benjamin Franklin, les premiers brouillons de Walden de Henry David Thoreau, Les Oiseaux d'Amérique de John James Audubon, une collection de manuscrits et de premières éditions des œuvres de Charles Bukowski, les albums photos de l'écrivaine voyageuse Anna Brassey et bien d'autres trésors.
Parmi les pièces plus cocasses, la bibliothèque expose une liste de courses écrite par George Washington et datée de 1759.
La bibliothèque met souvent ces objets en vue à l'intention du grand public. L'utilisation de la collection est extrêmement restreinte, nécessitant généralement un diplôme de doctorat ou au moins une préparation au doctorat et deux lettres de recommandation d'universitaires connus, en raison de la nature délicate et rare des matériaux. La division de recherche de la Huntington accorde chaque année un certain nombre de bourses à court et à long terme à des chercheurs désireux de travailler sur les collections.

## Œuvres d'art
La collection d'art comprend des œuvres d'artistes français et britanniques du XVIIIe et du XIXe siècle, des artistes américains des XVIIIe, XIXe et début du XXe siècle ainsi que des expositions temporaires. Les plus connues des œuvres d'art britannique sont L'Enfant bleu (acquis par Henry Huntington en 1922) de Thomas Gainsborough et Sarah Barrett Moulton: "Pinkie" par Thomas Lawrence. L'art européen est présenté dans l'ancienne résidence d'Henry et Arabella Huntington.
Dans l'art américain, la collection comprend des chefs-d'œuvre tels que Chimborazo (1864) de Frederic Edwin Church et la sculpture monumentale Zenobia in Chains (1859) d'Harriet Hosmer. La collection est présentée dans le pavillon Scott.
En 1984, la bibliothèque ouvre la galerie Virginia Steele Scott Gallery of American art,. En 1999, la bibliothèque Huntington a acquis la collection de documents se rapportant à l'artiste  préraphaélite et décorateur William Morris amassée par Sanford et Helen Berger, dont les vitraux, papiers peints, textiles, broderies, dessins, céramiques, plus de 2 000 livres et les archives complètes des arts décoratifs des entreprises Morris, Marshall, Faulkner & Co puis Morris & Co. Ces documents ont servi de base à l'exposition William Morris 2002 : Création de l'Utile et du Beau.

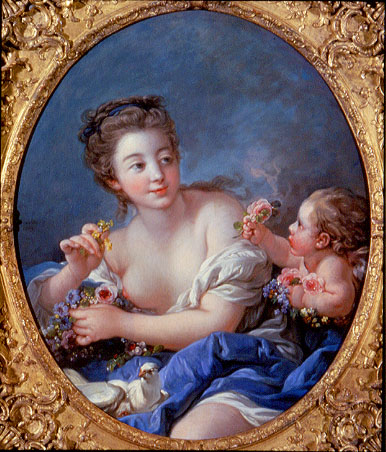
François Boucher - Vénus et l'amour
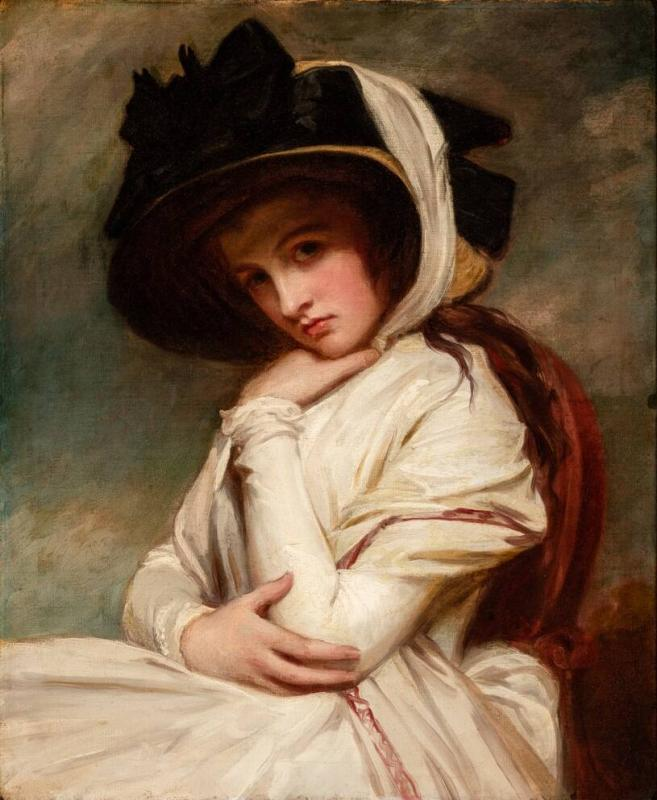
George Romney - Emma Hart in a Straw Hat
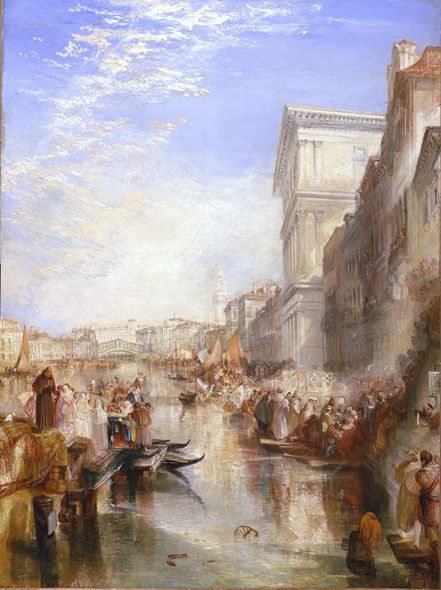
Turner - Le grand canal
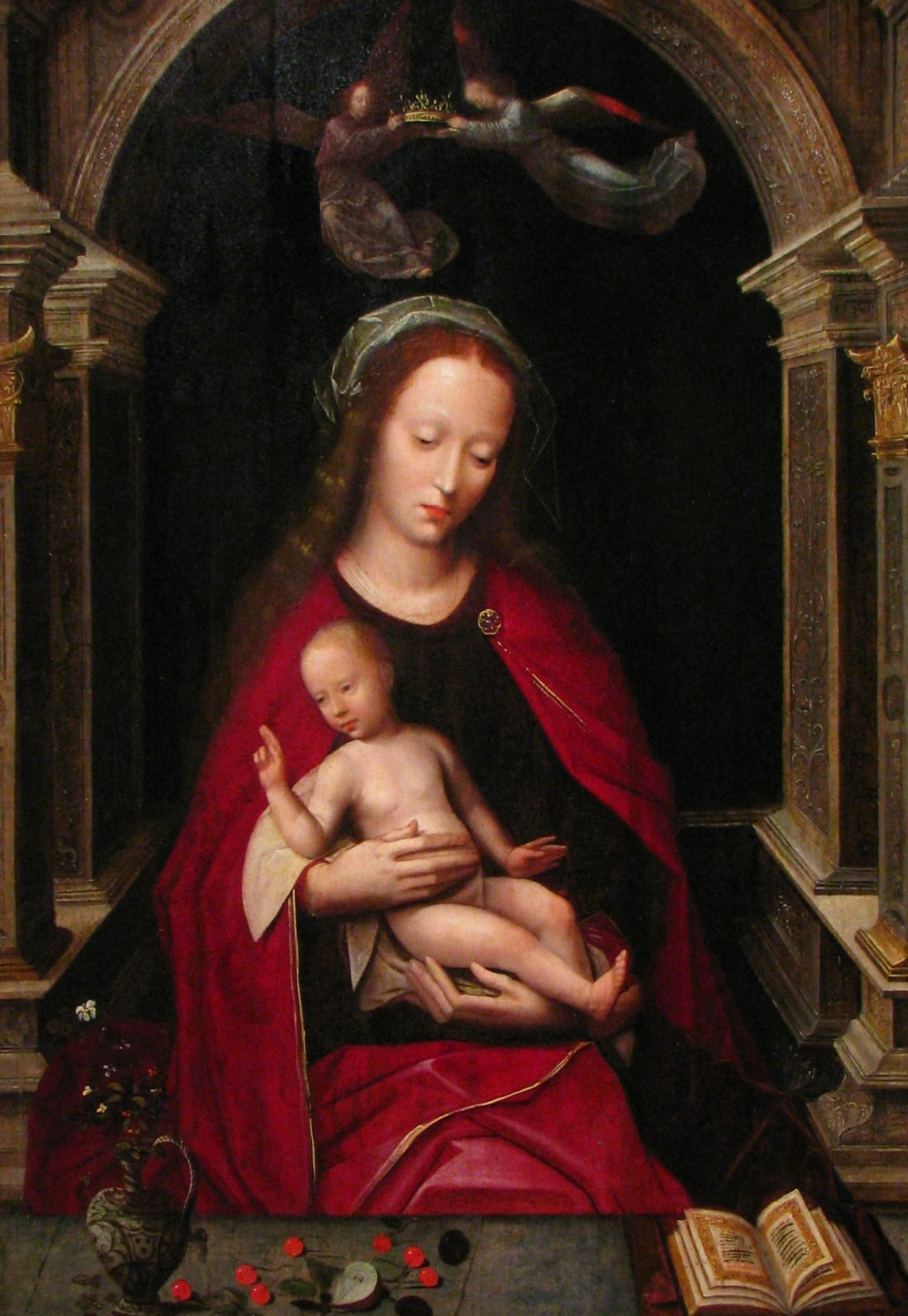
Ysenbrandt - Vierge à l'enfant
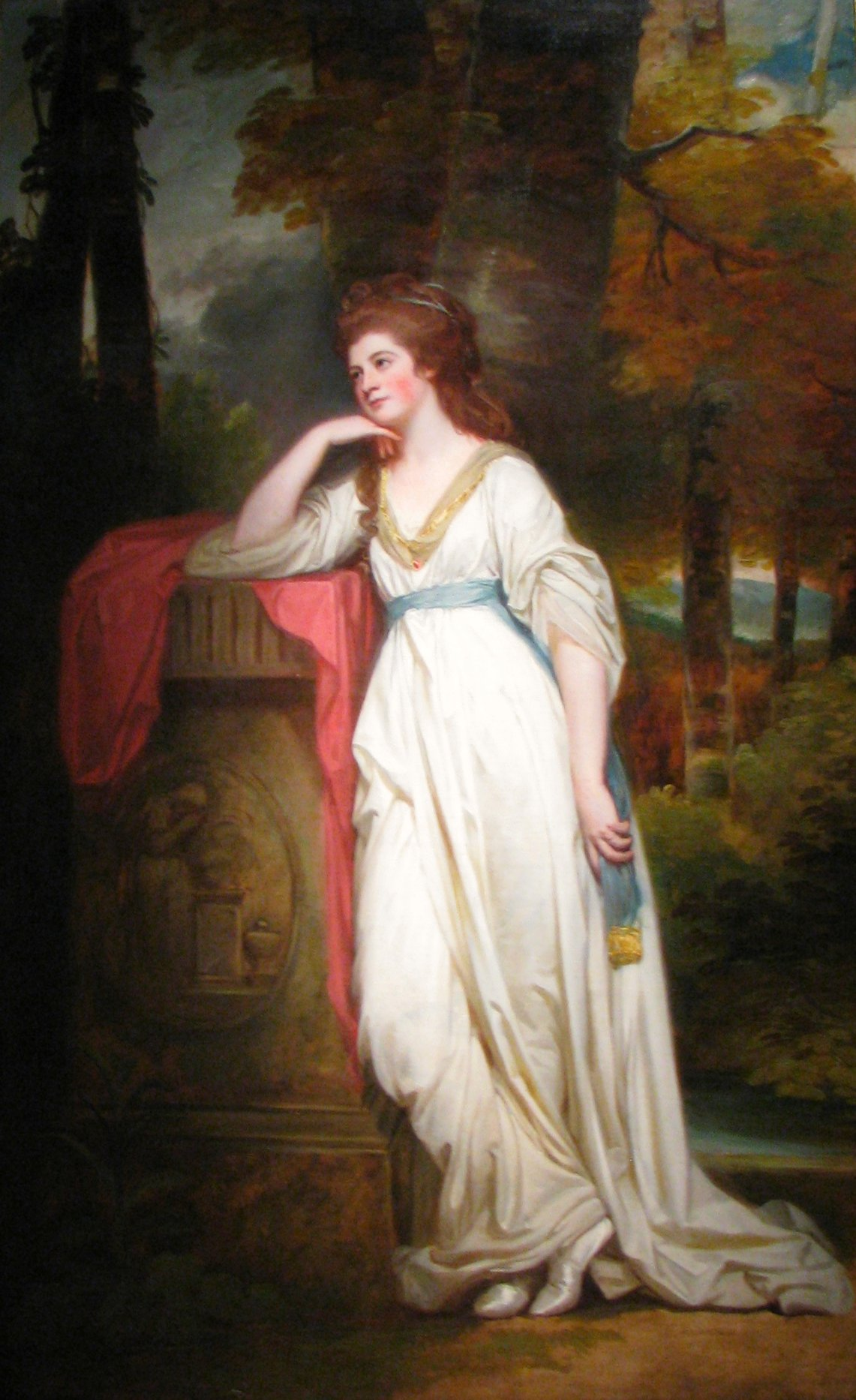
George Romney - Lady Mary Beauchamp-Procter
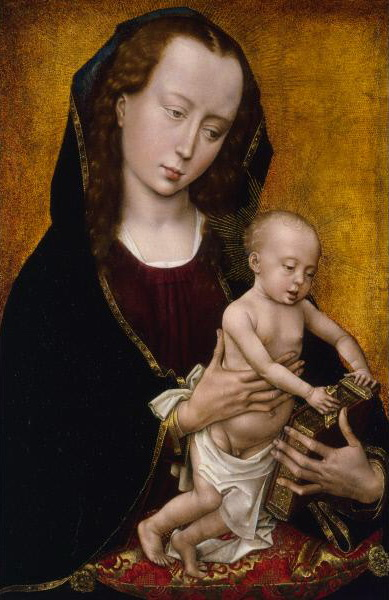
Rogier van der Weyden - Vierge à l'enfant
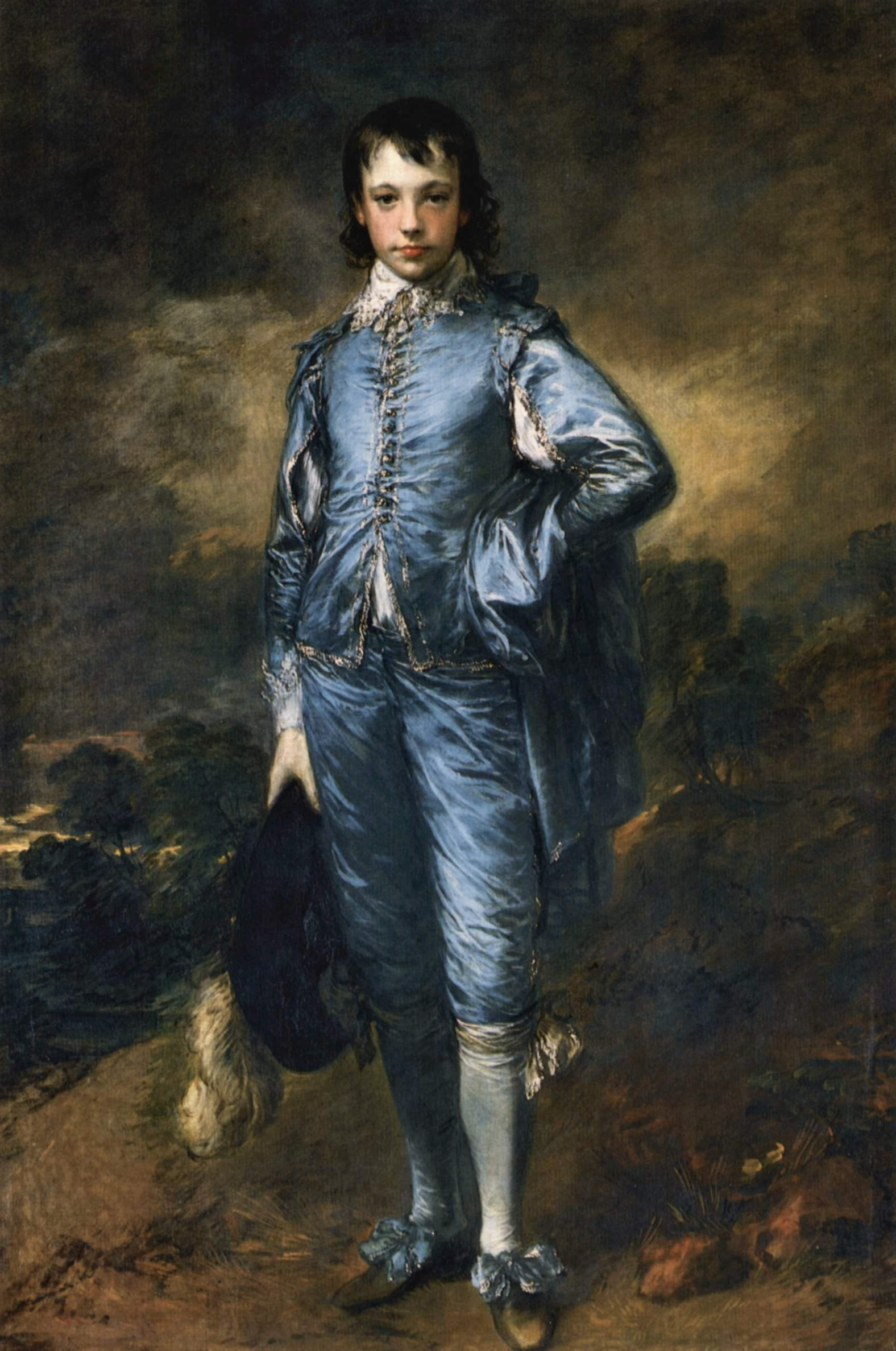
L'Enfant bleu par Thomas Gainsborough.
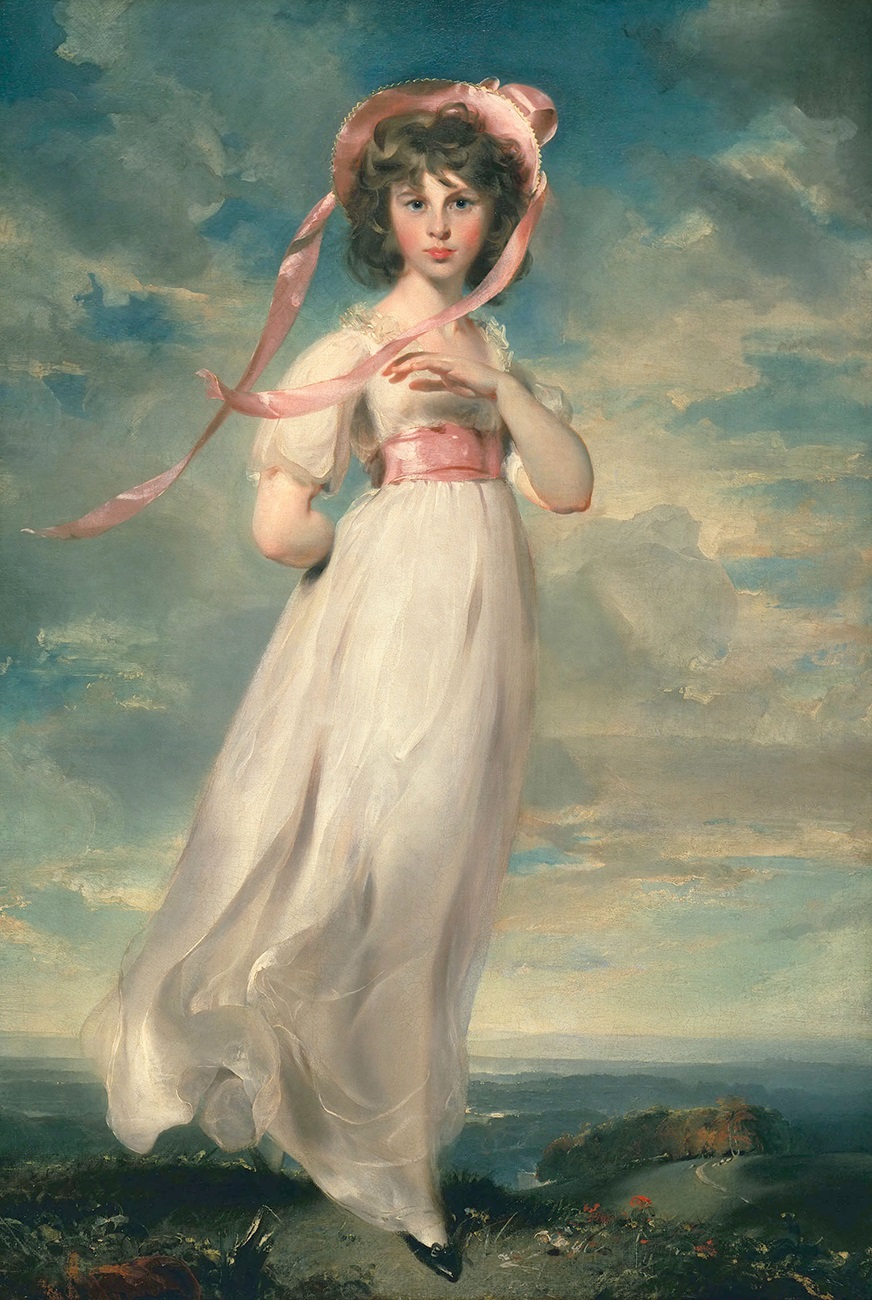
Sarah Barrett Moulton Pinkie par Thomas Lawrence.

## Jardins botaniques

### Histoire
Le ranch San Marino, acquis et choisi par Henry Huntington parmi ses vastes propriétés comme lieu de résidence en 1903, est un domaine d'environ 222,5 hectares (ultérieurement réduit à 83,7 hectares en 1931), situé en partie à Pasadena, à environ dix-huit kilomètres de Los Angeles. La même année, Huntington entreprend la réorganisation et l'amélioration de son domaine, qui est déjà célèbre et reconnu pour sa beauté dans tout le comté. Amoureux de la campagne, le ranch exerce sur lui une attraction puissante. Il aime vraiment cette terre, il entreprend de la développer et de l'améliorer pour qu'elle puisse accroître toute sa potentialité. Huntington prend un réel plaisir à résoudre des problèmes liés à son domaine. Il décide d'entreprendre une expérience sur celui-ci afin de déterminer quelles plantes allochtones peuvent prospérer en Californie du Sud, que ce soit pour des raisons économiques ou des questions purement esthétiques et ornementales.
Dès 1904, Huntington engage le botaniste William Hertrich pour développer les jardins botaniques sur sa propriété, lui qui restera au service des jardins jusqu’à sa retraite en 1949. Dans cette optique, des spécimens sont acquis sur tous les continents, et Hertrich, le surintendant, voyage intensivement aux États-Unis et au Mexique afin constituer des collections complémentaires aux achats locaux et rassemble un groupe de plantes largement inconnues ou méconnues au début du XXe siècle. Des tests sont alors réalisés afin de démontrer leurs possibilités d’utilisation à des fins ornementales ainsi que pour leur valeur agricole ajoutée.
Le projet du jardin japonais est lancé en 1913. Henry Huntington lance également la première ferme de culture d'avocats en Californie sur les terres des jardins. Tous les ans, le 3e weekend de mai, les jardins mettaient en vente des plantes issues de ses cultures.
En février 1952, avec le soutien de la Southern California Camellia Society, ouvre au public un jardin contenant plus de deux mille variétés de camélias, principalement des Japonicas.
En 1959, sur une zone d'approximativement 2020 m2 située juste à côté du coin nord-ouest de la galerie d'art est aménagé un magnifique jardin Shakespeare. La même année, douze hectares de terrains bordant ont été ouverts au public. La zone située au-delà de la porte Torii du côté sud de la propriété devient un jardin australien incluant de nombreuses variétés d'eucalyptus et d'arbustes à fleurs. Le développement des jardins botaniques est poursuivi par les successeurs de M. Hertrich, et entre 1951 et 1966, les zones d'exposition sont agrandies de 20 à 40 hectares. Comme l’affirme John E. Pomfret, alors directeur de la bibliothèque Henri Huntington durant cette période, tellement de nouvelles zones d'exposition ont été ajoutées au lieu qu'il n'est plus possible pour un visiteur se déplaçant à pied de voir la totalité des jardins botaniques en un seul après-midi de visite.
Le Huntington Botanical Garden Herbarium (HNT) est fondé en 1963 par Myron Kimnach, directeur des jardins botaniques de 1962 à 1986. Il s'agit d'un dépôt principalement constitué d'échantillons de plantes exotiques utilisés pour la recherche et l'enseignement. Ces spécimens servent de documentation pour les projets de recherche et de ressources pour l'identification des plantes. Avec plus de 10 000 spécimens aujourd'hui, il s'agit d'un fonds d’archives de plantes vasculaires imposant qui met une emphase particulière sur les plantes du Mexique, d'Amérique centrale et d'Amérique du Sud. Les familles de plantes qui y sont représentées comprennent les Arecaceae, les Cactaceae, les Crassulaceae, les Euphorbiaceae et les plantes désertiques du monde entier. De plus, l'herbier reçoit et prête des spécimens de plantes utilisés dans des recherches systématiques actives.
Un vaste Quercus engelmannii de 200 ans, alors le plus vieil arbre de la propriété, meurt en mai 1993.
En 1999 et 2002, un spécimen d'Amorphophallus titanum, ou « fleur cadavre », a fleuri à San Marino. Le phénomène s'est reproduit en août 2018.
En 2022, une maison shōya en bois et en pierre qui date de la Période Edo, soit vieille d’approximativement 320 ans, est offerte à la bibliothèque Huntington par la famille Yokoi de Marugame au Japon. La maison a servi de shōya (mairie) dans leur ville de la préfecture de Kagawa pendant des siècles. La famille Yokoi était responsable de la tenue des dossiers et de la gestion de la communauté depuis plusieurs générations. Par conséquent, leur maison était au centre de la vie du village. Elle sera démontée pièce par pièce et reconstruite dans le jardin japonais et servira à présenter un modèle fonctionnel de permaculture et d'agriculture régénérative de la Période Edo.

### Description
Les jardins botaniques de Huntington couvrent aujourd’hui 52,6 hectares (526 000 m2) et comptent plus de 83 000 plantes vivantes, dont des espèces rares et menacées du monde entier, ainsi qu'un laboratoire de conservation et de recherche botanique. Les jardins sont divisés en seize espaces thématiques, dont le jardin australien, la collection de Camellias, le jardin des enfants, le jardin du désert et le Conservatoire du jardin du désert, le Conservatoire de la Botanique, le jardin des plantes, le jardin japonais, le lac aux nénuphars, le North Vista, la Palmeraie, la Roseraie, le jardin de Shakespeare, la jungle subtropicale et un jardin chinois (Liu Fang Yuan 流芳园 ou le Jardin des Parfums de Fleurs) ouvert à l'extrémité nord de la propriété. En outre, une étendue est plantée d'Eucalyptus servant à recréer l'Outback australien.
La bibliothèque Huntington développe et maintient un programme de protection et de propagation des espèces végétales menacées. De plus, elle possède des collections botaniques vivantes significatives, comprenant des orchidées, des camélias, des cycas et des bonsaïs, dont on peut trouver des exemples sur l'ensemble du domaine. Ces collections fondamentales sont préservées, élargies, étudiées et mises en valeur pour l'appréciation du public, et elles soutiennent de nombreux domaines de la recherche botanique, y compris la conservation et la cryoconservation.
Le jardin du désert (The Huntington Desert Garden), l'un des plus importants avec l'une des plus anciennes collections de cactus et autres plantes succulentes au monde, possède des plantes de milieux extrêmes, dont beaucoup ont été acquis par M. Huntington et M. William Hertrich (le conservateur du jardin) lors de voyages effectués dans plusieurs pays en Amérique du Nord, Amérique centrale et du Sud. Contenant une large collection de plantes xérophytes, le jardin a plus de 5 000 espèces de cactus, plantes succulentes ou autres plantes qui stockent l'eau dans leurs feuilles, leur tige ou leurs racines.
Avec 8 pavillons autour d'un lac, le « jardin du parfum qui coule » ou Liu Fang Yuan (le jardin classique chinois) ouvre ses portes au public en 2008. En août 2019, les responsables de l'institut annonce sa finalisation pour 2020. 54 artisans de la Suzhou Garden Development Company ont travaillé à l'élaboration du jardin.
De grands cyprès de marais mexicain jonchent la propriété. Le couple Henry et Arabella sont enterrés dans le mausolée dessiné par John Russell Pope et situé dans les jardins.
Les jardins comptent également un palmier originaire des îles Canaries que Collis Huntington avait rapporté à San Francisco. L'arbre est fortement endommagé lors du tremblement de terre de 1906, et Henry Huntington le fait venir par train dans sa propriété pour le planter là.

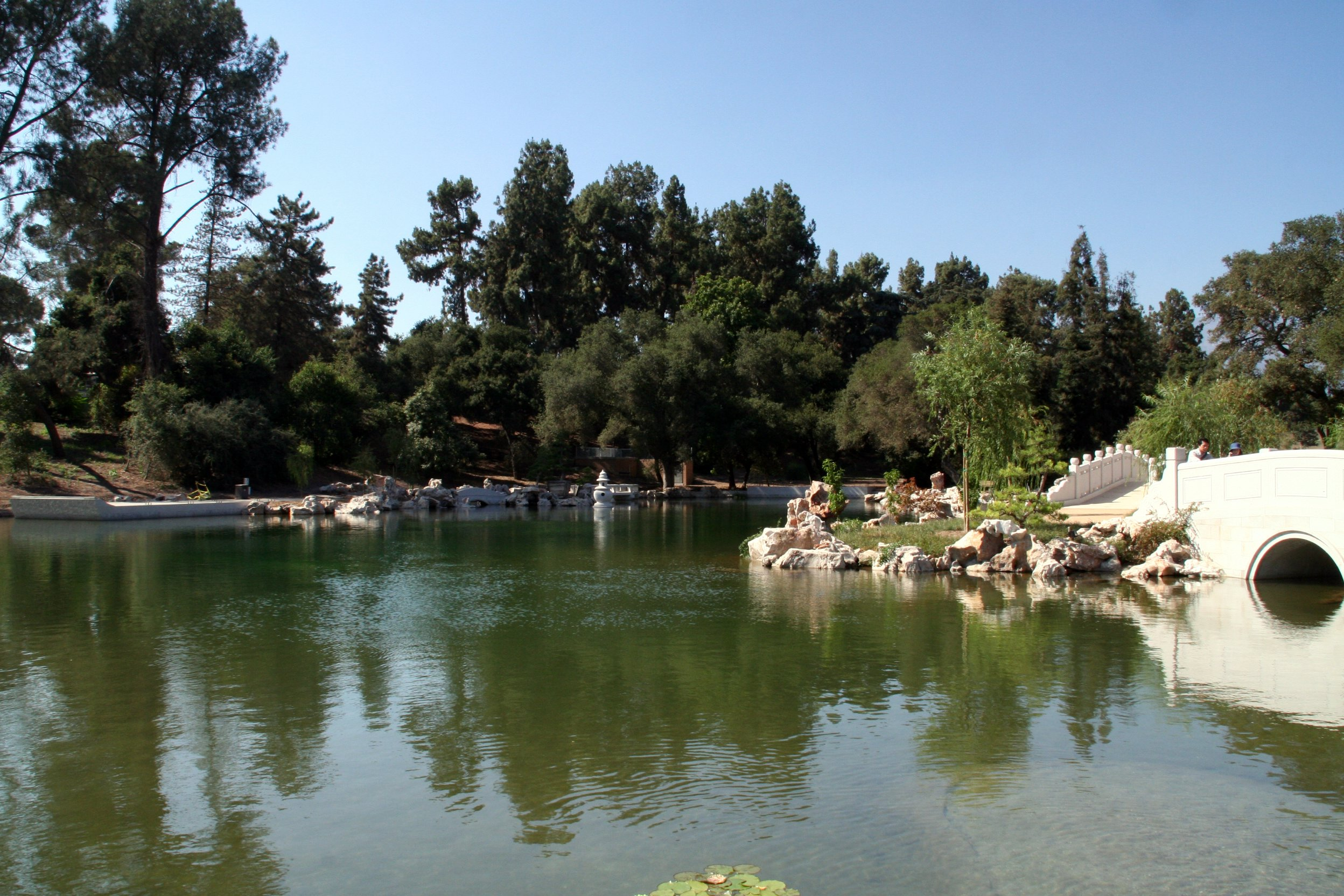
Jardin chinois
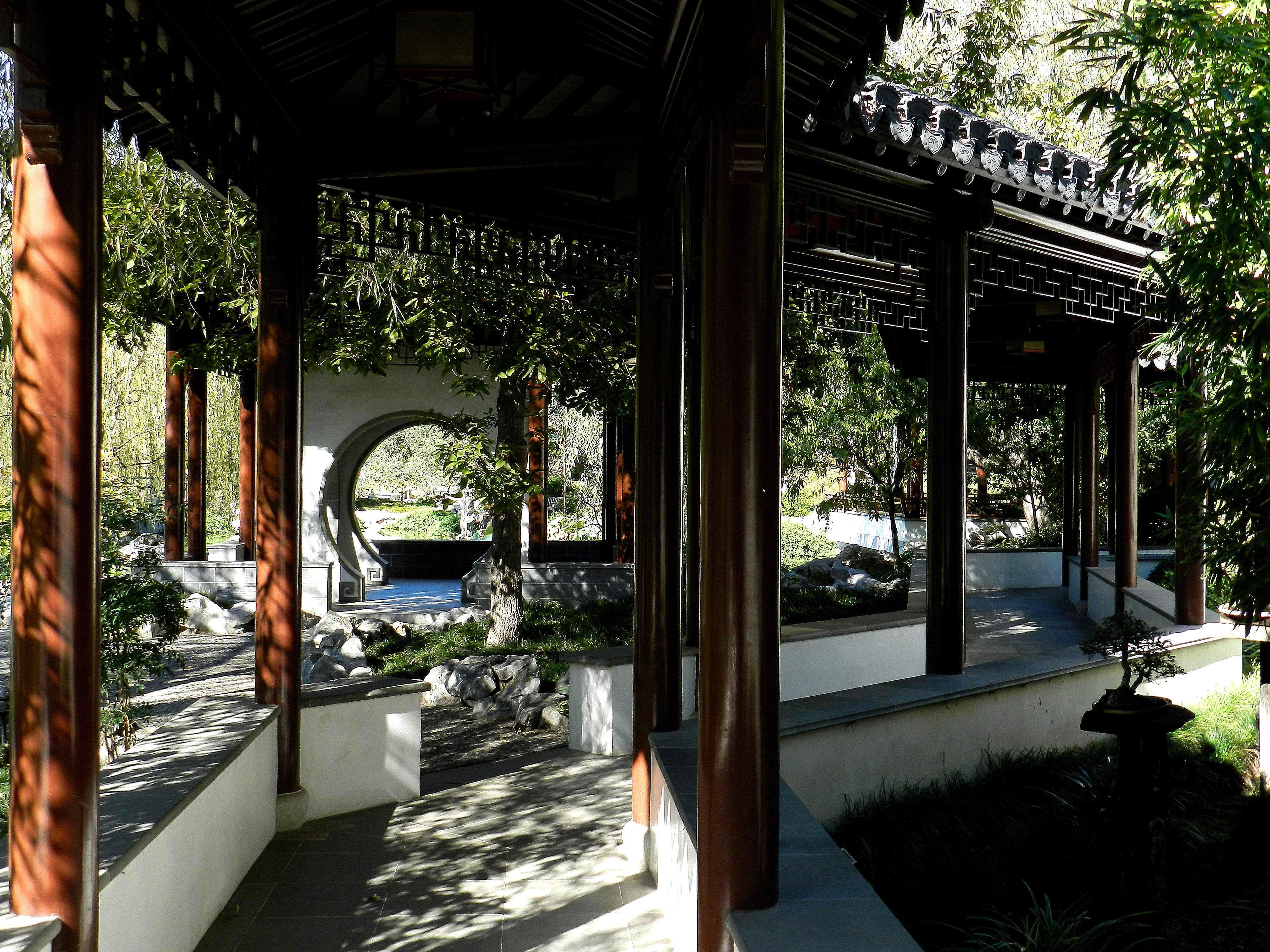
Passage couvert dans le jardin chinois
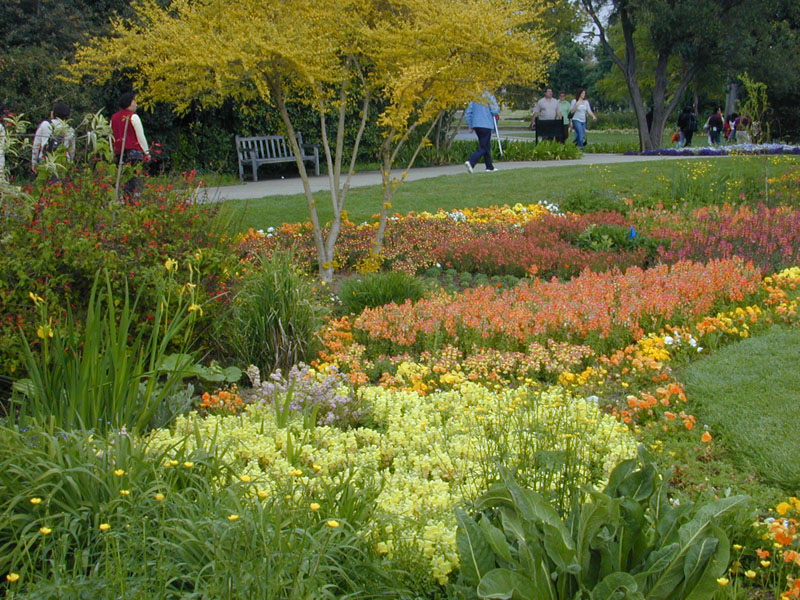
Colorful flowers
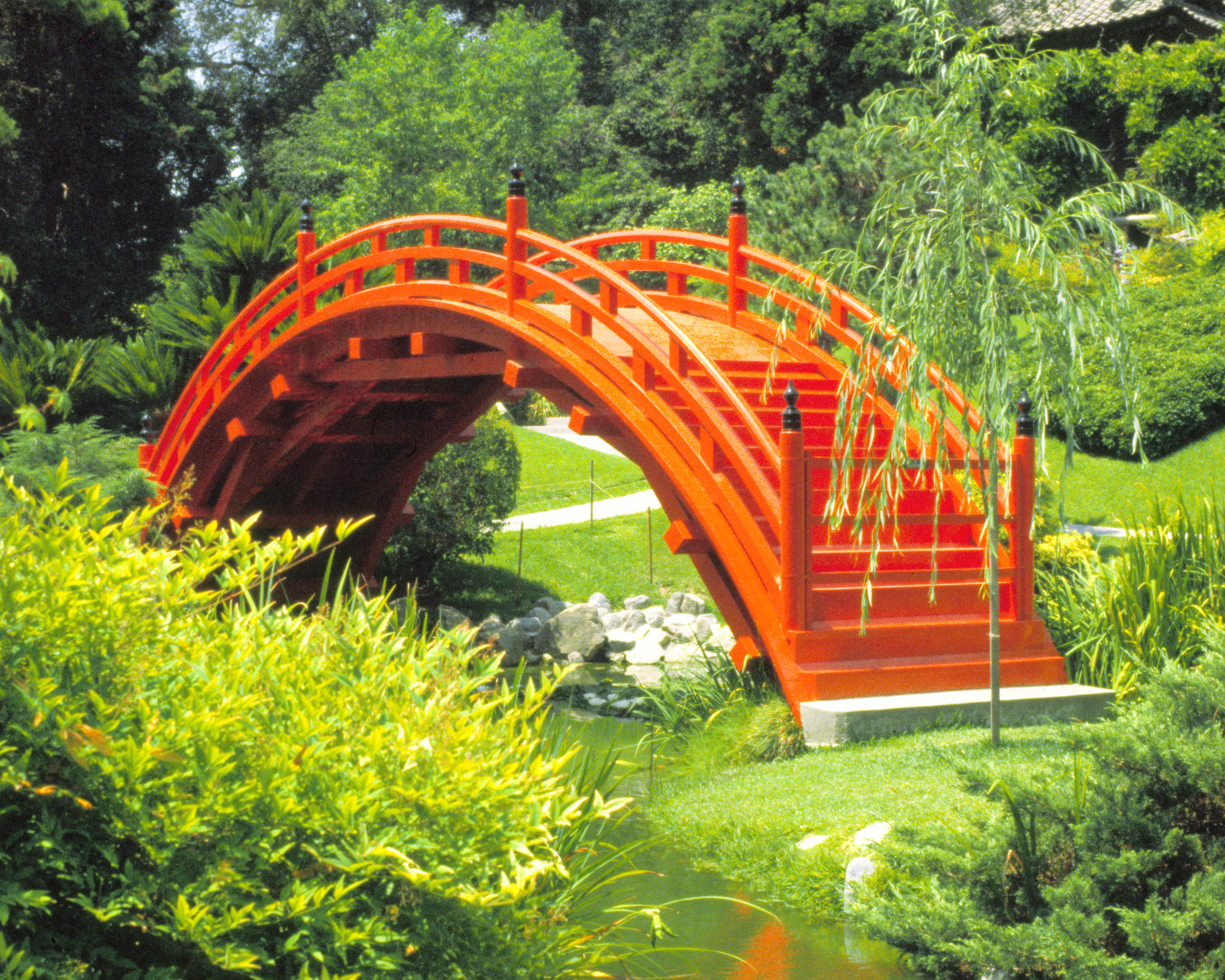
Jardin japonais
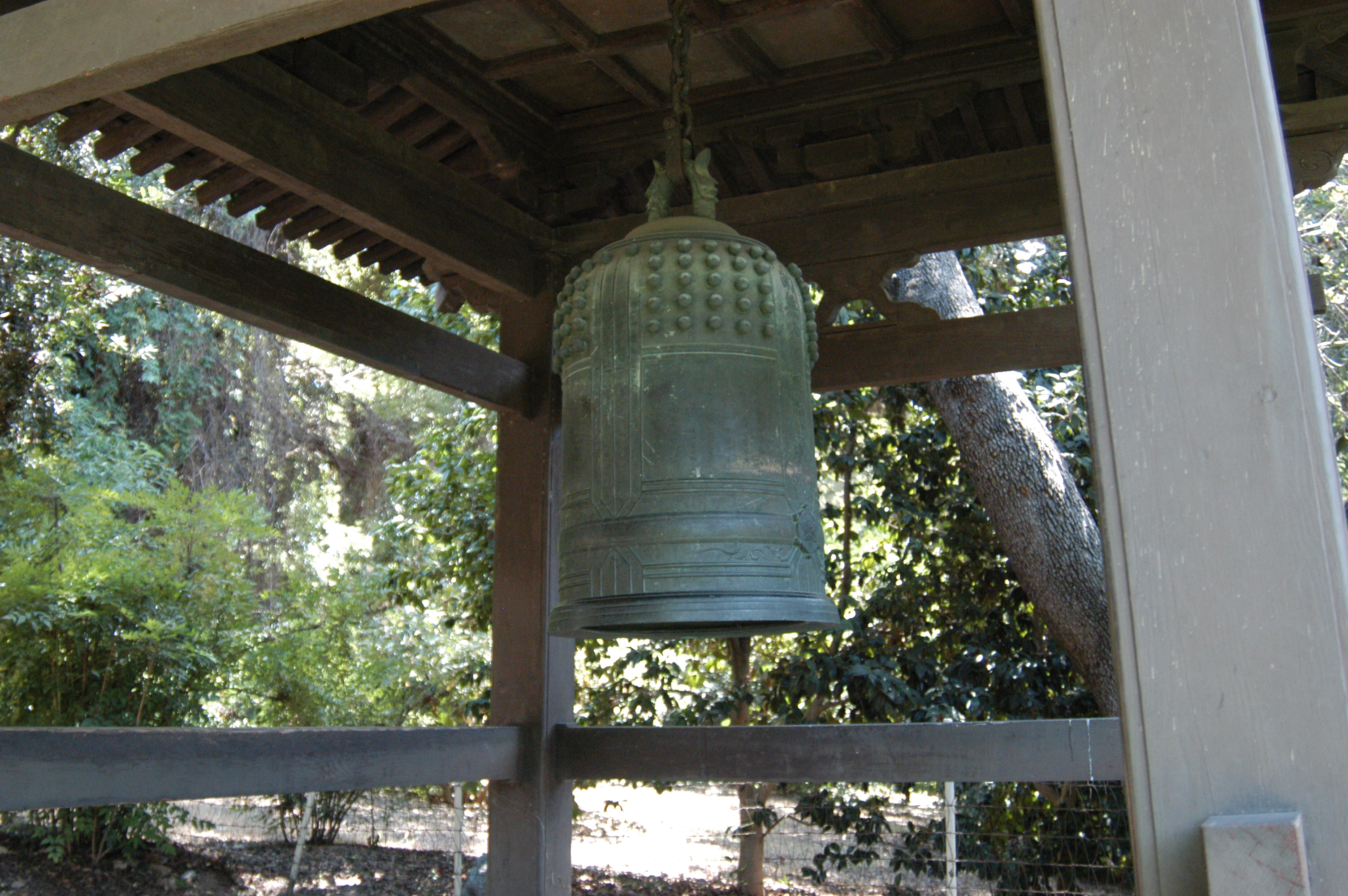
Gong du jardin japonais
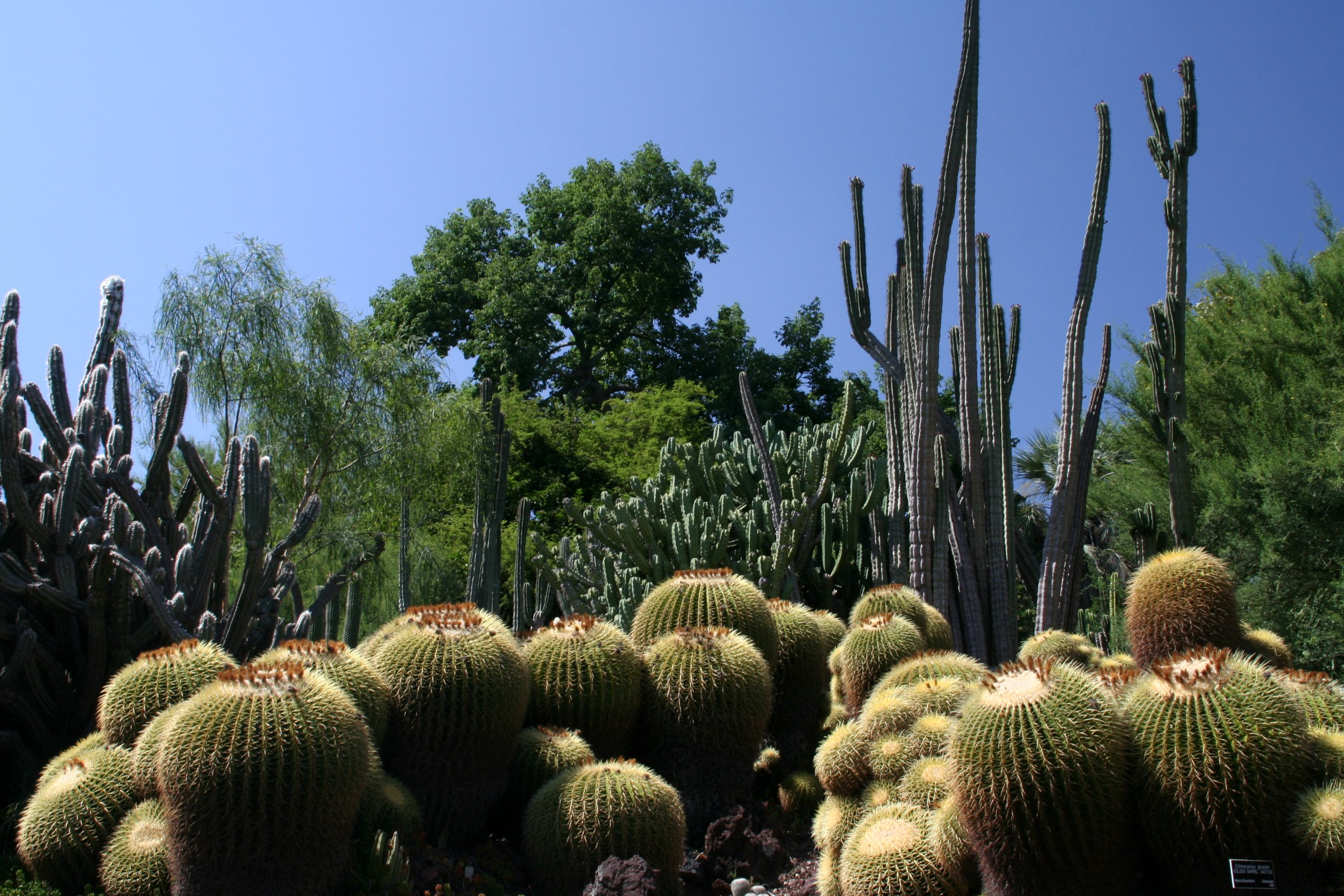
Jardin du désert
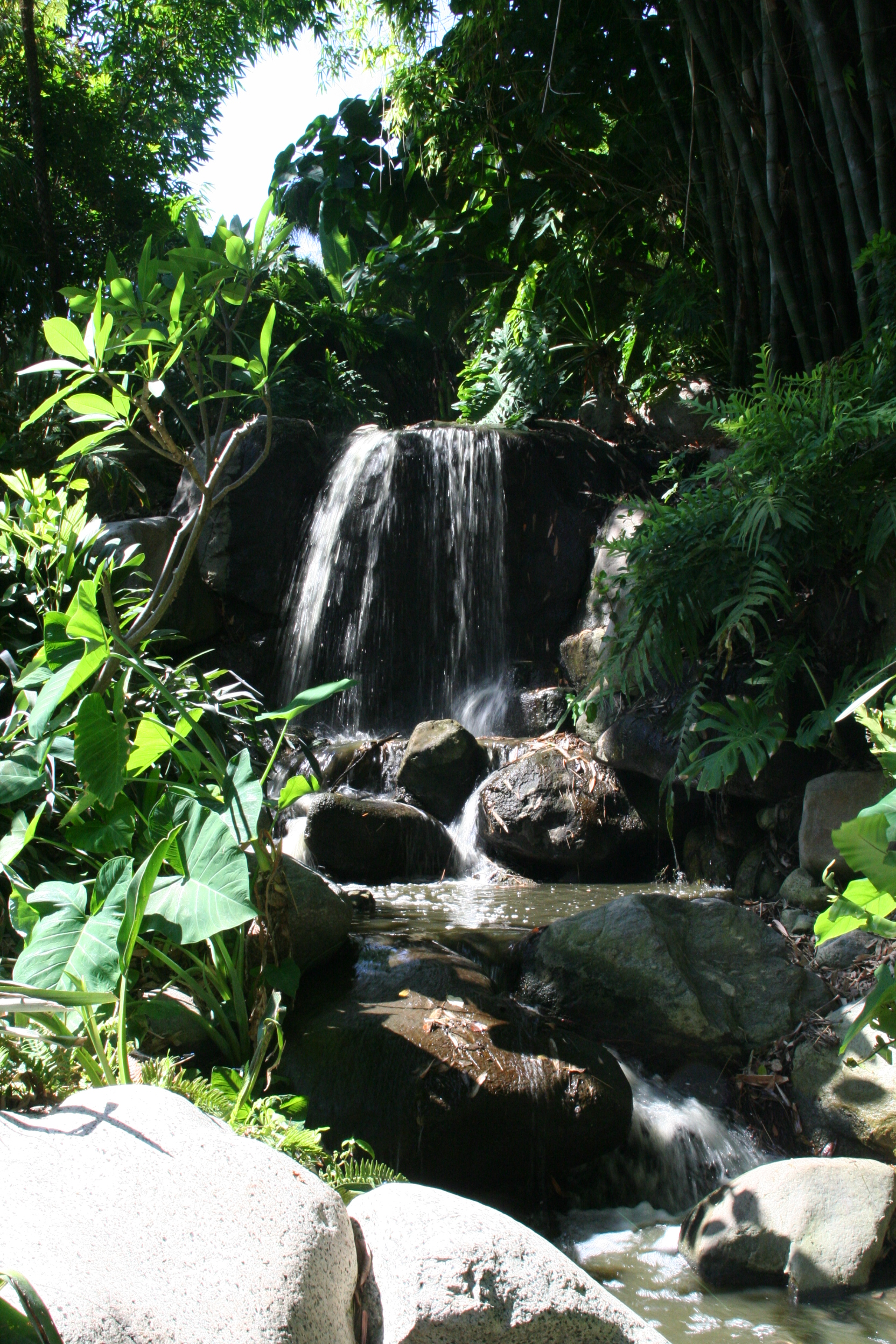
Jungle Garden
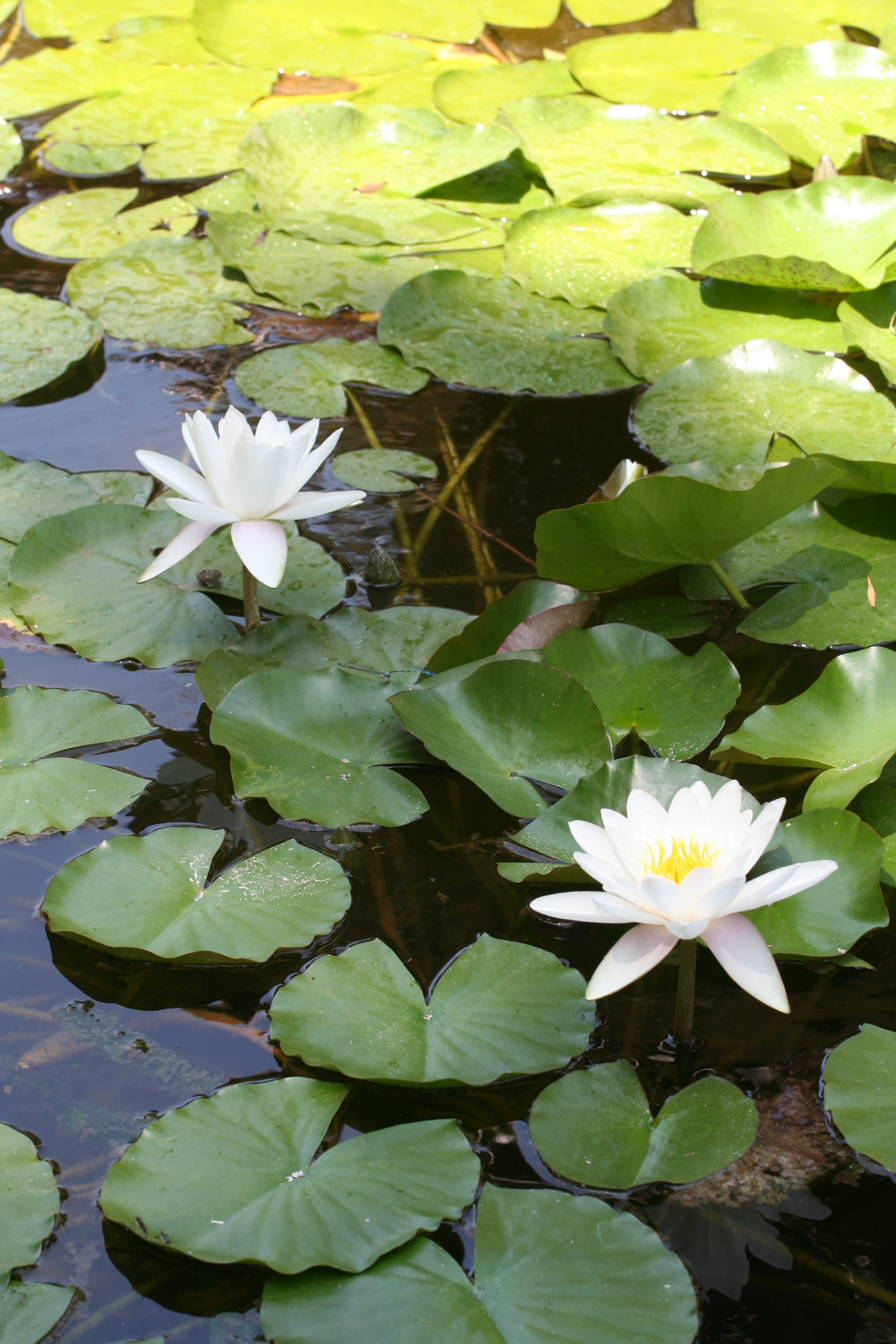
Le lac aux nénuphars
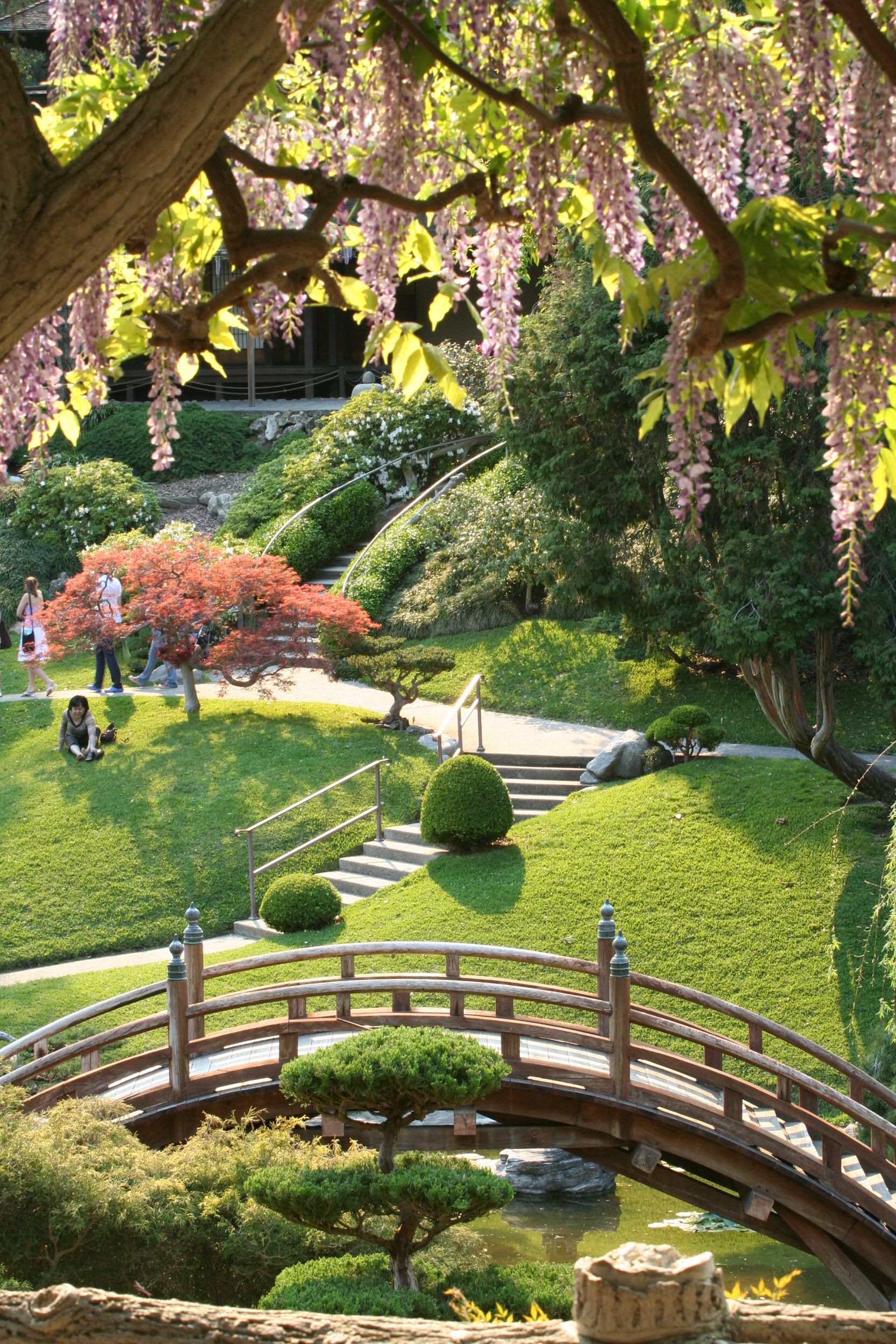
Jardin japonais au printemps
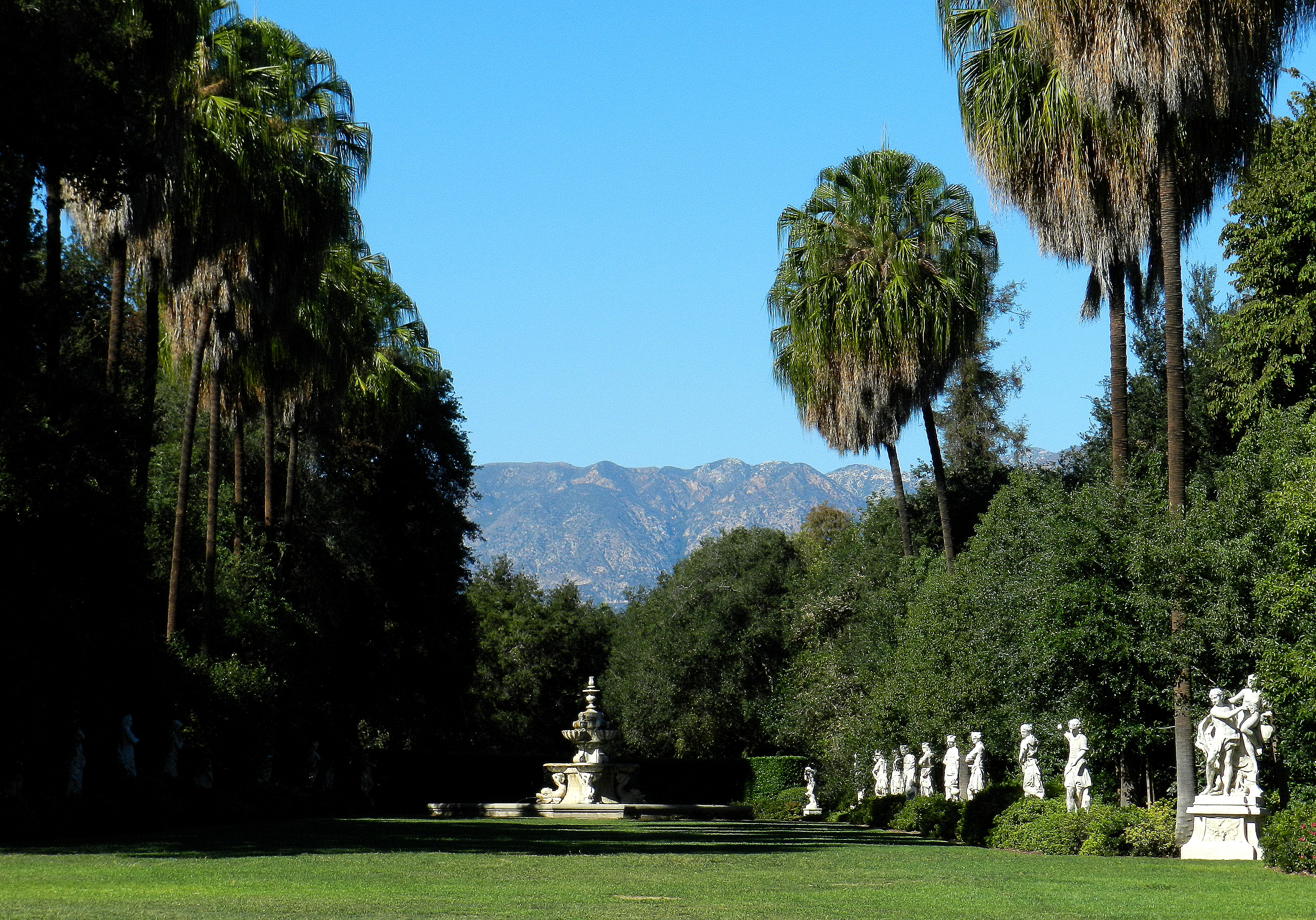
Jardin derrière le pavillon Huntington
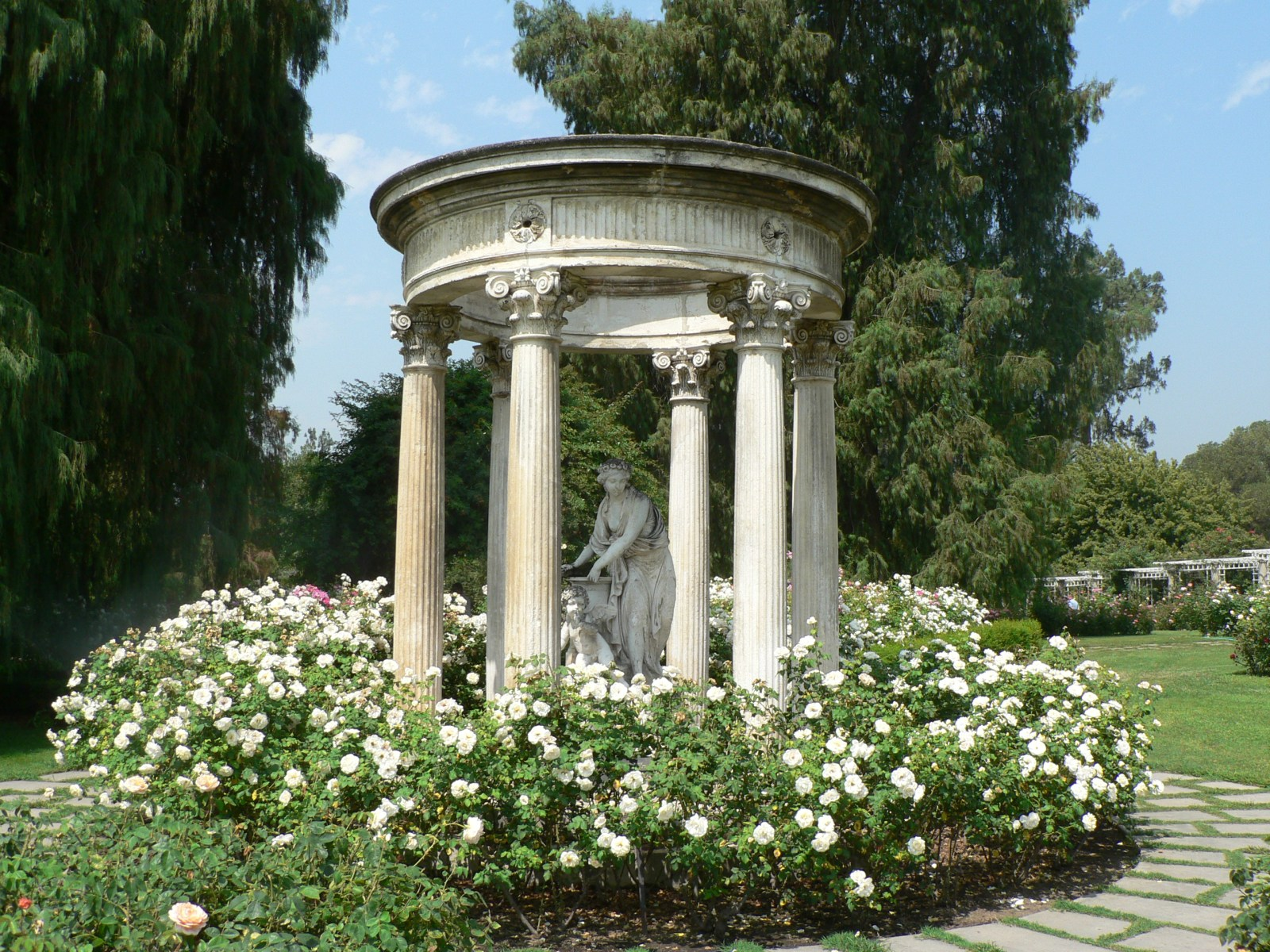
La Roseraie

Les jardins sont souvent utilisés comme lieu de tournage. On y a tourné : 
- Mame (1974)
- Only Yesterday, clip des Charpentiers (1975)
- La Bataille de Midway (1976)
- Le Flic de Beverly Hills 2 (1987)
- Ordinary World, clip de Duran Duran (1993)
- Proposition indécente (1993)
- Beverly Hills Ninja (1997)
- Mystery Men (1999)
- Charlie et ses drôles de dames (2000)
- The Wedding Planner (2001)
- Une nana au poil (2002)
- S1m0ne (2002)
- Self Control (Anger Management) (2003)
- Intolérable Cruauté (2003)
- Starsky & Hutch (2004)
- Mémoires d'une geisha (2005)
- Serenity (2005)
- Ned's Field Trip Declassified, l'épisode final de Ned ou Comment survivre aux études (2007)
- Benjamin Gates et le livre des secrets (2007), utilisé comme roseraie de la Maison Blanche
- You may now kill the Bride, épisode de Les Experts : Miami (2008)
- Apparitions de Carolina Caycedo (en) (2018)[22]

## Pavillons

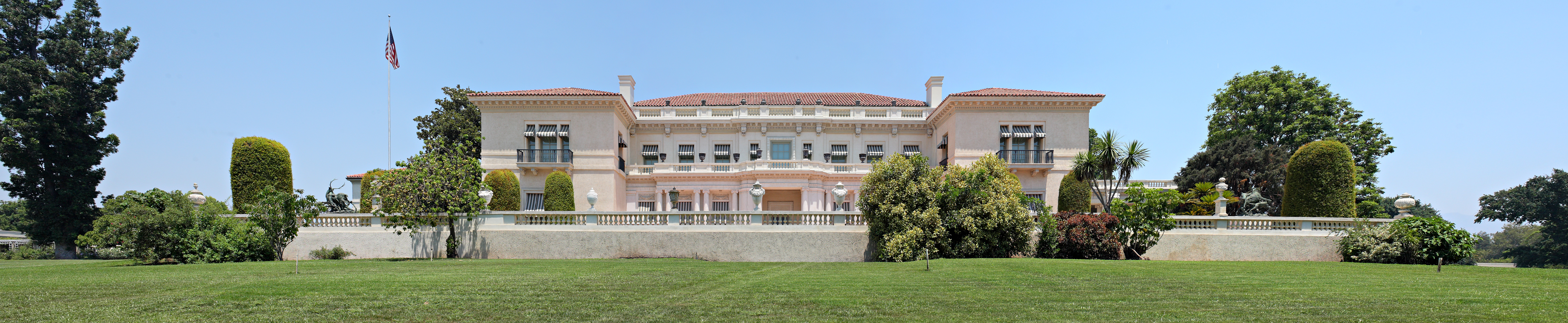
Ancienne résidence d'Henry E. Huntington (1850–1927) et de sa femme, Arabella (1850–1924), l'Huntington Art Gallery a ouvert pour la première fois au public en 1928

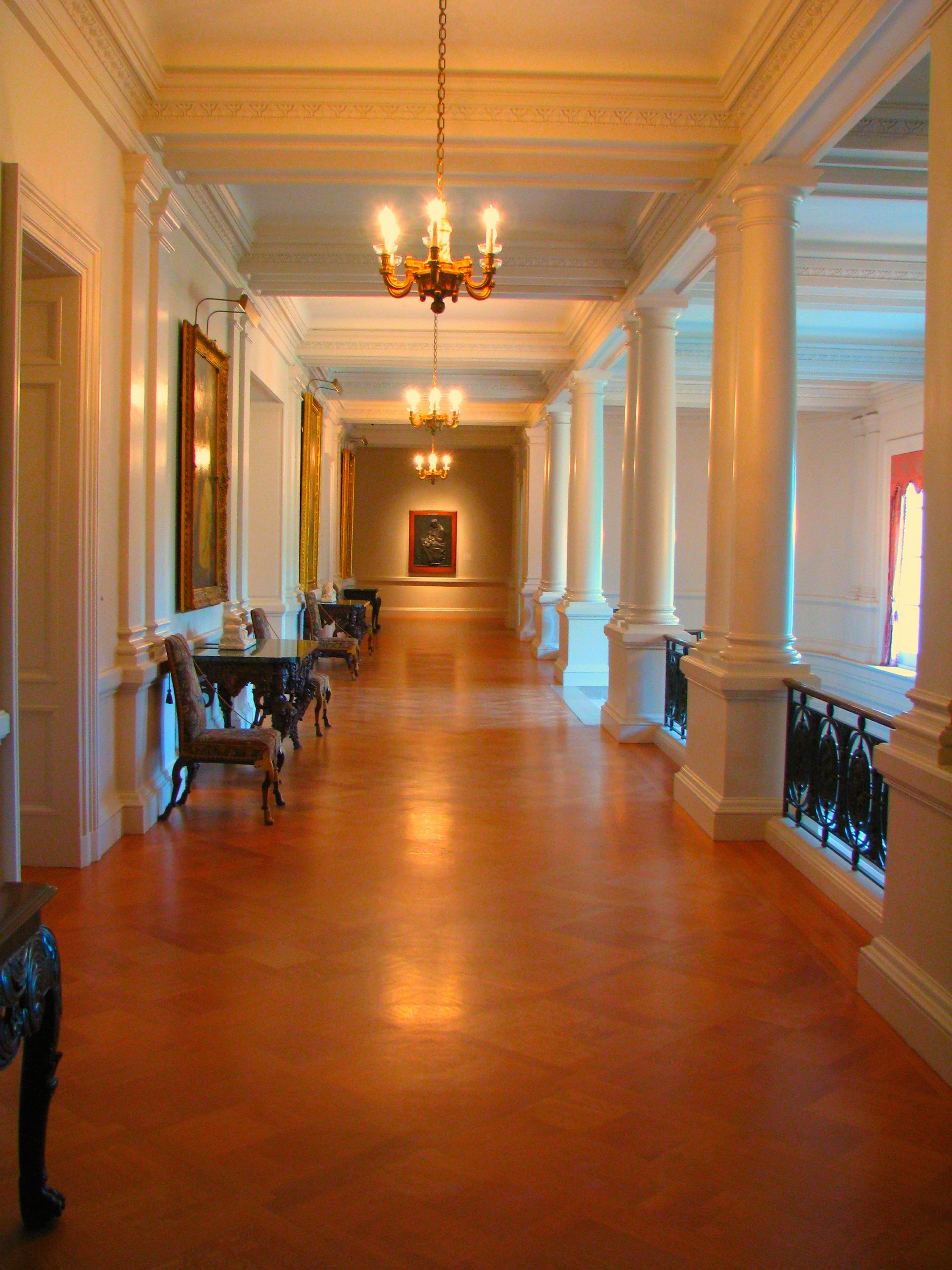
Intérieur du pavillon Huntington
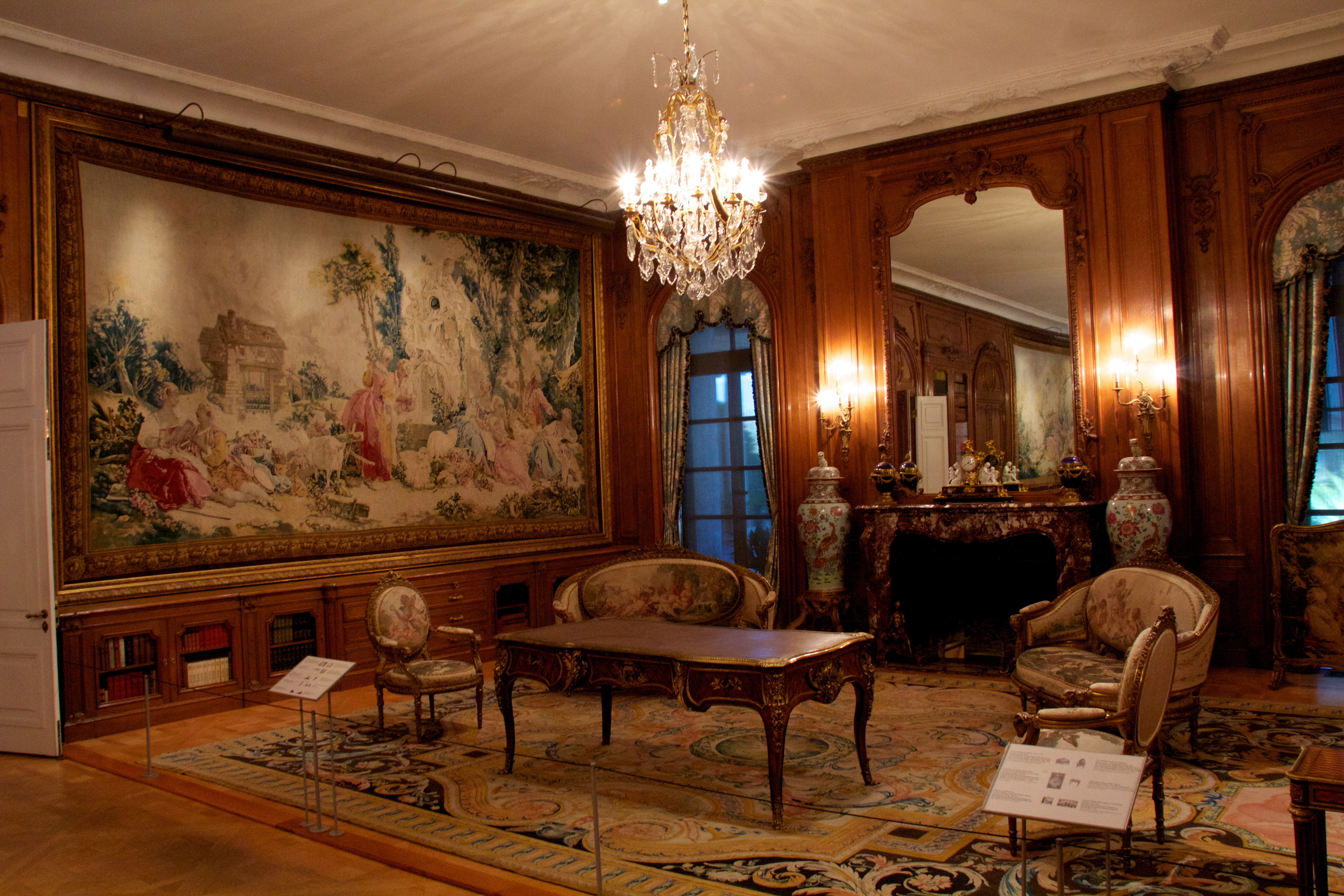
Collection de meubles dans le pavillon Huntington
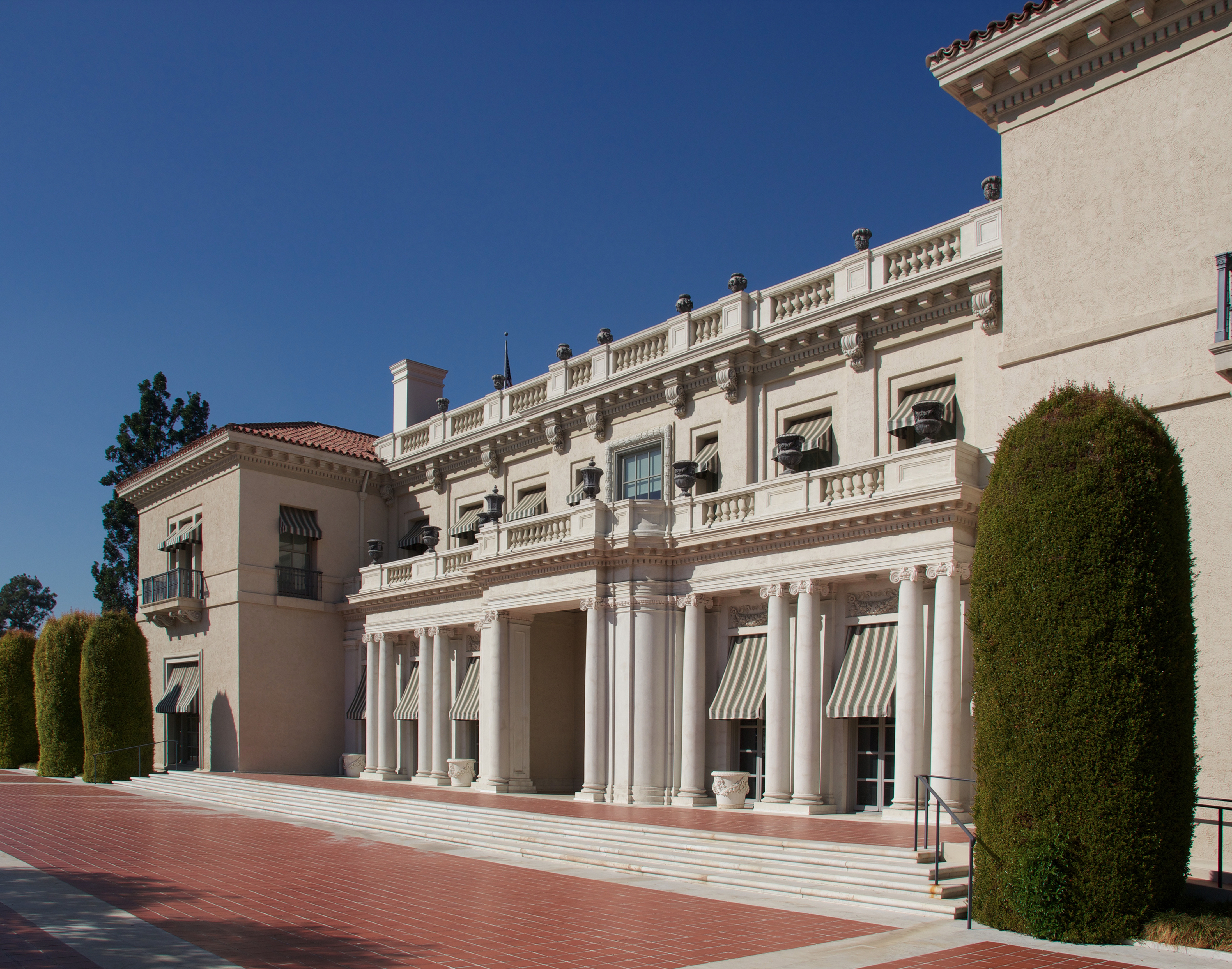
Façade principale
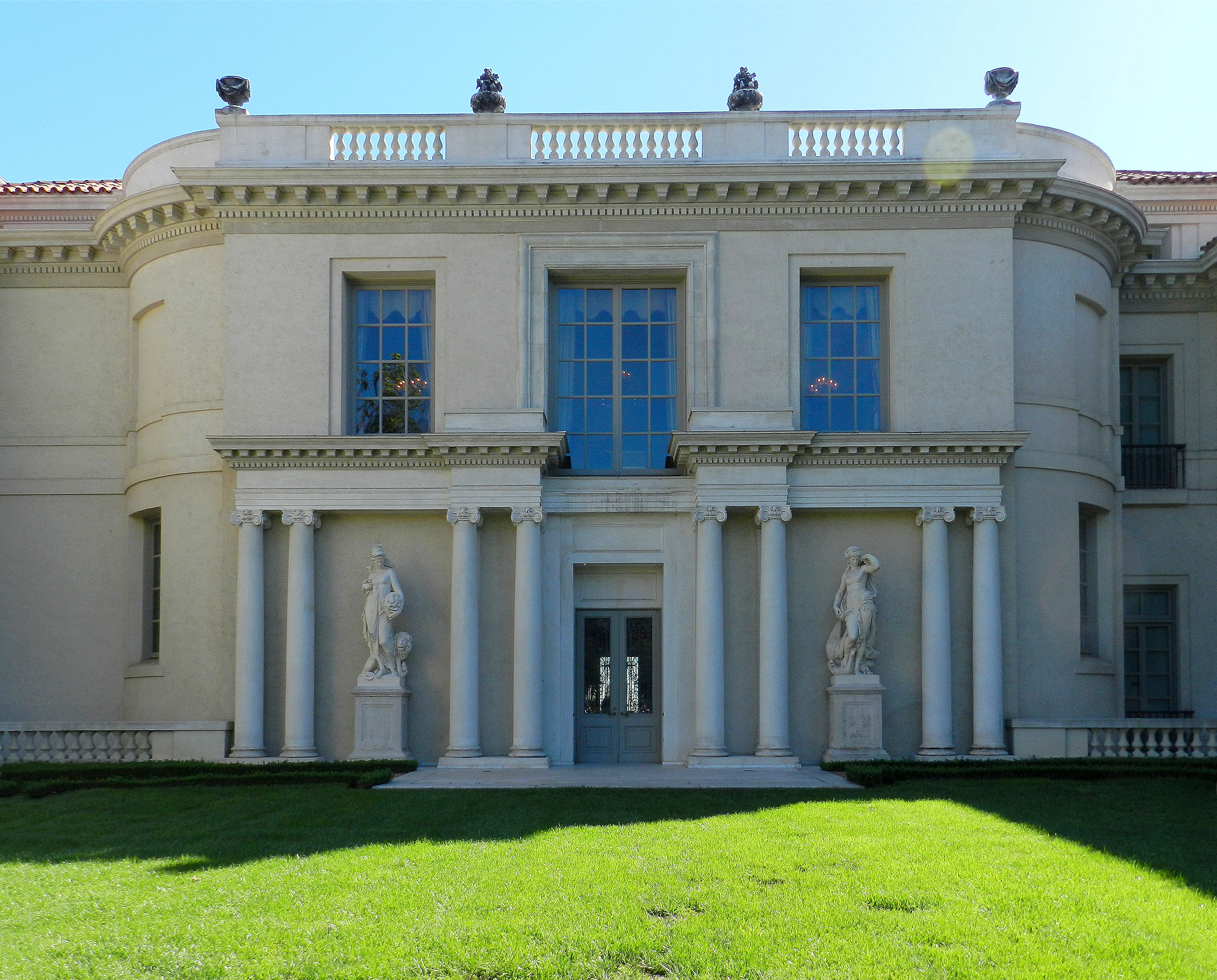
Façade arrière
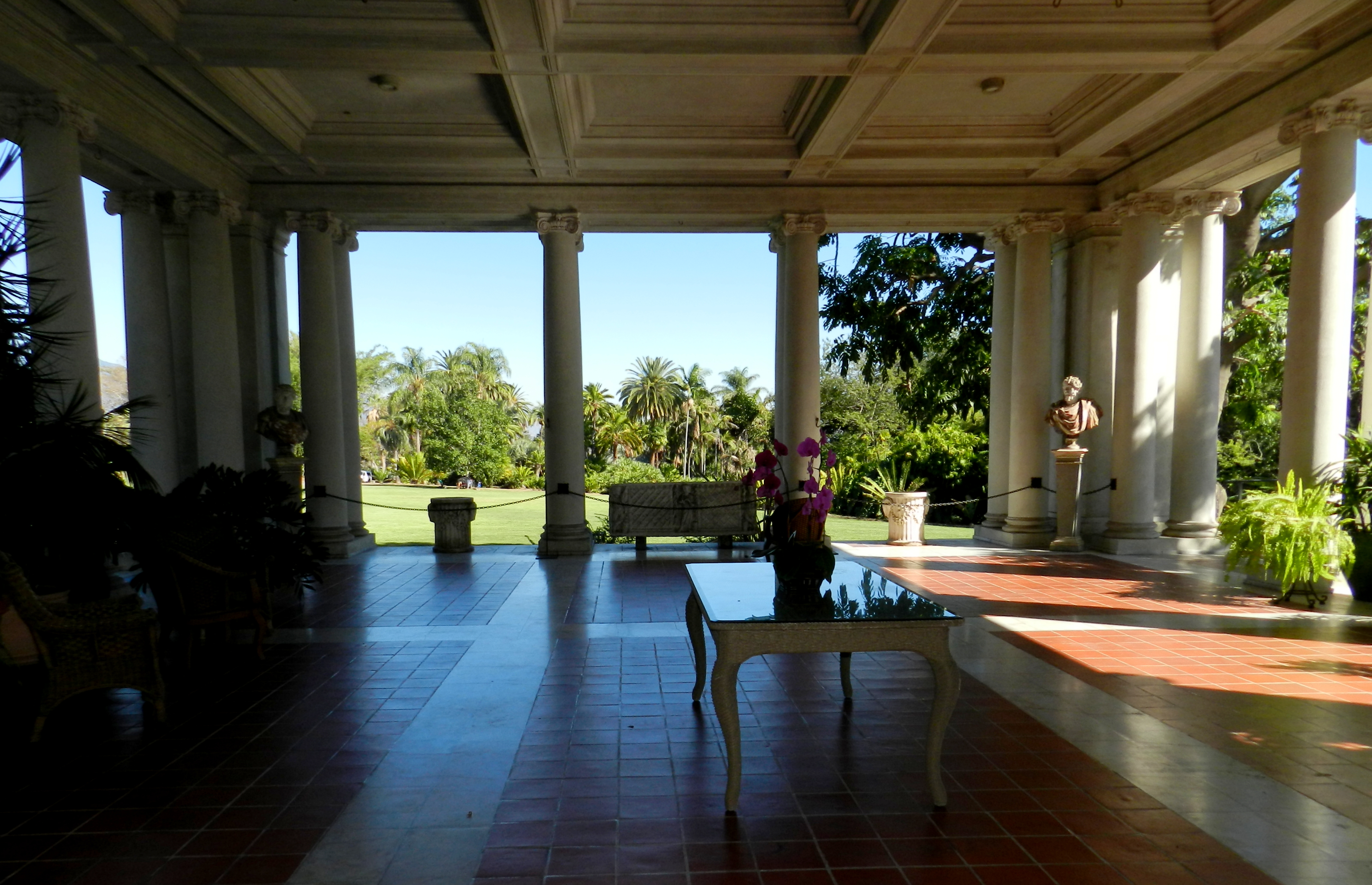
Terrasse latérale du pavillon Huntington
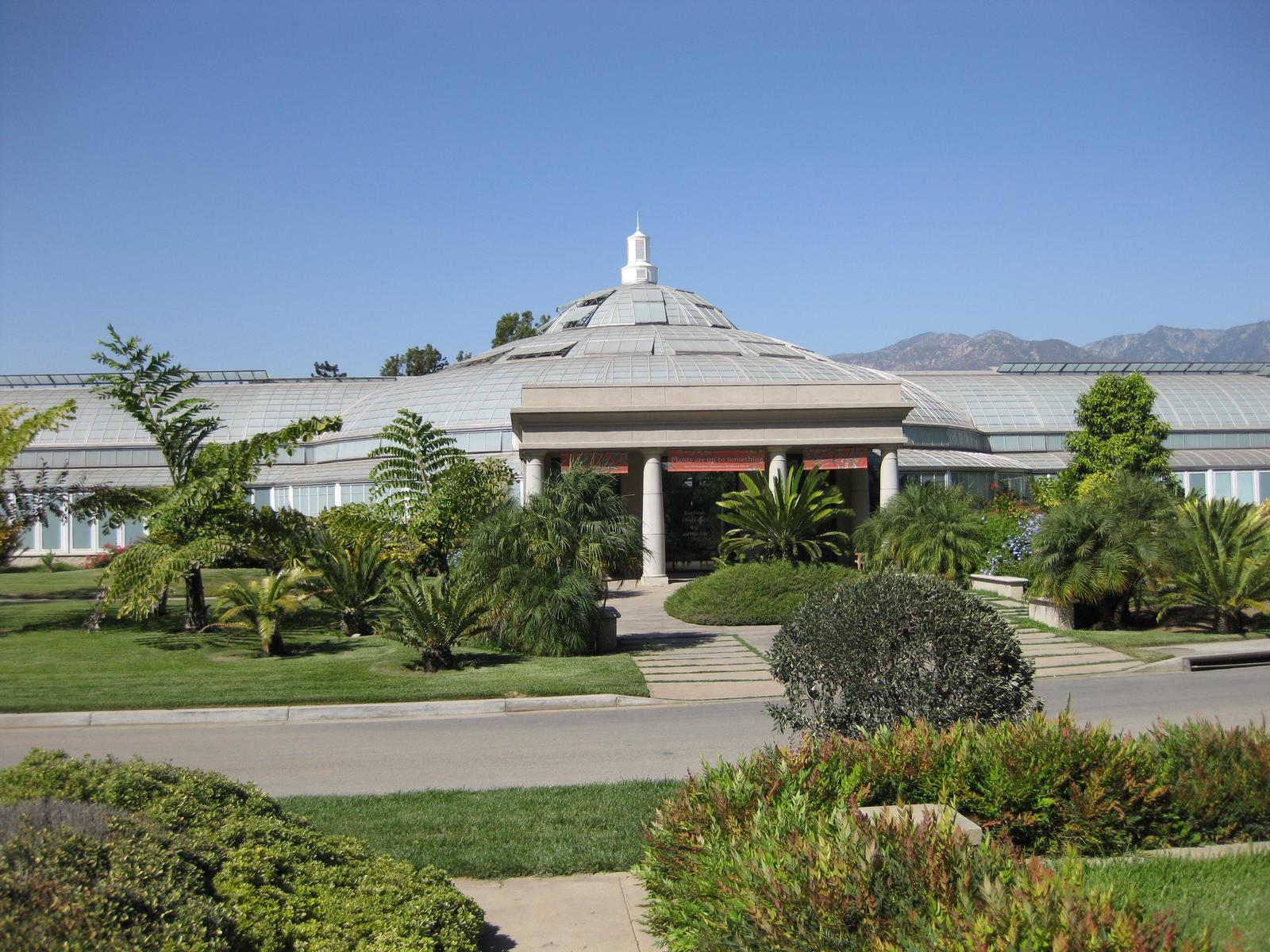
Pavillon botanique
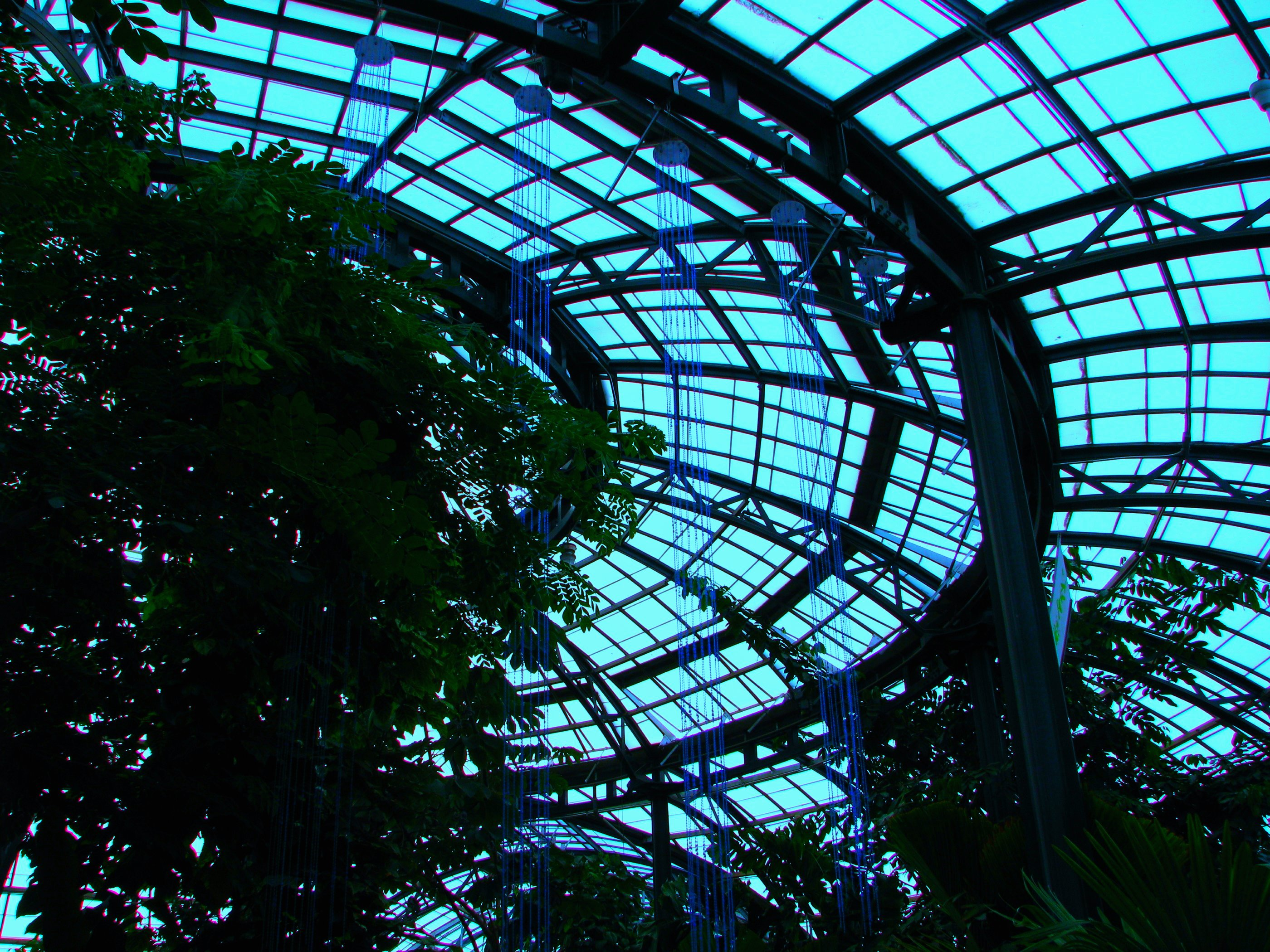
Verrière du pavillon botanique